# Le Tueur aveugle
Pour les articles homonymes, voir The Dark Eyes of London.
Pour plus de détails, voir Fiche technique et Distribution.
Le Tueur aveugle (The Dark Eyes of London) est un thriller britannique coécrit et réalisé par Walter Summers, sorti en 1939.

## Synopsis
À Londres, l'inspecteur Larry Holt de Scotland Yard enquête sur une série de noyades suspectes dans la Tamise. Un cinquième cadavre a été repêché et les investigations du détective le conduisent à un agent d’assurances nommé Feodor Orloff, toutes les victimes ayant souscrit, peu avant leur décès, une assurance dont le bénéficiaire est un certain professeur John Dearborn. Ce dernier est le directeur d'un refuge, parrainé par Orloff dans lequel il est également docteur, destiné aux aveugles nécessiteux et parait au-dessus de tous soupçons mais Holt poursuit son enquête, secondé par Diana Stuart dont le père vient de se noyer dans la Tamise. Celle-ci réussit à être engagée comme secrétaire dans le pensionnat de Dearborn. Après avoir découvert un bouton de manchette de son paternel dans la résidence, elle comprend que Dearborn n'est d'autre qu'Orloff déguisé et que son homme de main Jake, un aveugle physiquement monstrueux, a tué les personnes, dont son père, avant de maquiller leur meurtre en noyade. Démasqué, Orloff oblige Jake à se débarrasser d'elle... 

## Fiche technique
- Titre original : The Dark Eyes of London
- Titre français : Le Tueur aveugle
- Réalisation : Walter Summers
- Scénario : John Argyle, Patrick Kirwan, Walter Summers et Jan Van Lusil, d'après le roman The Dark Eyes of London d'Edgar Wallace
- Montage : Ted Richards
- Musique : Guy Jones
- Photographie : Bryan Langley
- Production : John Argyle
- Société de distribution : Argyle Film
- Pays d'origine :  Royaume-Uni
- Langue originale : anglais
- Format : noir et blanc
- Genre : thriller
- Durée : 75 minutes
- Dates de sortie : 
  - Royaume-Uni : novembre 1939
  - États-Unis : mars 1940

## Distribution
- Béla Lugosi : docteur Feodor Orloff / professeur John Dearborn
- Hugh Williams : inspecteur Larry Holt
- Greta Gynt : Diana Stuart
- Edmon Ryan : lieutenant Patrick O'Reilly
- Wilfred Walter : Jake
- Alexander Field : Fred Grogan
- Gerald Pring : Henry Stuart
- Julie Suedo : la secrétaire d'Orloff